# 横田守

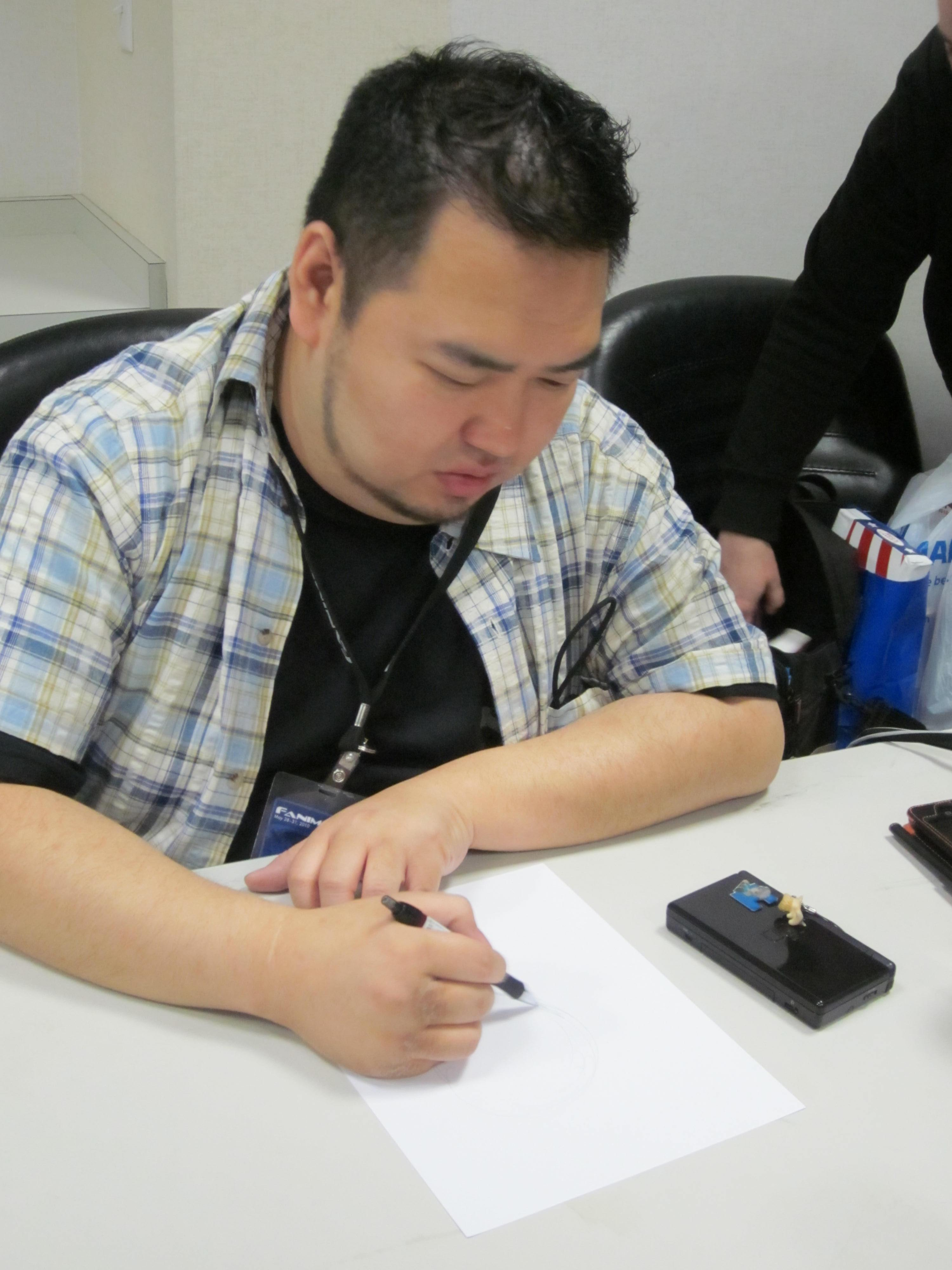
横田守（2010年 カルフォルニア）

横田 守（よこた まもる、2月18日 - 、O型、東京都出身）は、日本のアニメーター、キャラクターデザイナー、イラストレーター、原画家。有限会社スタジオラインの元代表取締役社長。同人作家として同人サークル「丹下拳闘倶楽部」を主宰している。
アニメーターとして活動する間に技術を高め、太線で描くはっきりと際立った絵柄が特徴。

## 略歴
小学時代から絵が上手く、中学時代には年上の知人によってコミケへ連行されたり、知らない間に自分の絵が本になったりというエピソードを持つ。働きながら入学したアニメ系専門学校を経て、アニメスタジオへ就職。そこを退社した後はフリーランスとして活躍しながら、先輩からの紹介でアダルトゲームの原画も手掛けるようになる。数社での仕事をこなしていく一方、プログラム会社と組んで完全受注制作を行った『猟奇の檻 第2章』ではゲーム制作のノウハウを蓄積できたことから、スタジオラインで「Terios」（テリオス）のブランドを掲げ、『SeptemCharm まじかるカナン』を自社単独で制作して本格参入。それ以降、アニメやゲームの画業を続けながら、スタジオライン傘下ブランドの作品プロデュースも行っていた。
アニメ業界では公私通じて顔が広く、テレビアニメ版『Kanon』ではムービックを通じ、プロデューサーとして起用された。続いて劇場アニメ版『AIR』では企画段階で関わり、出崎統を監督としてスタッフへ推薦した。その他も、テレビアニメ『キディ・グレイド』の第13話アイキャッチ原画を担当するなど、業界内の繋がりは多岐に渡る。
アダルトゲーム事業への参入後もスタジオライン全体でのアニメーション制作下請は続けていた他、「丹下拳闘倶楽部」という名の同人サークルも主宰しており、コミケをはじめとする各種同人誌即売会への参加を積極的に行っていた。
2013年4月10日にはスタジオライン共々破産手続に入ったが
、同年10月3日には免責となったことが報じられた。

## 参加作品
特に表記の無いものは、全てキャラクターデザイン・原画を担当。

### アダルトゲーム
Teriosから発売されているゲームについては、Teriosの項を参照。
- メタル・アイ（エルフ）
- シャングリラ2（エルフ）
- 河原崎家の一族（シルキーズ/エルフ）
- 野々村病院の人々（シルキーズ/エルフ）
- 遺作（エルフ）
- クローンドール 課外授業（スペースプロジェクト）
- 転校生（スペースプロジェクト）
- 林間学校（FOSTER）[5]
- ここは楽園荘（キャラクターデザイン以外、FOSTER）[5]
- ここは楽園荘2（FOSTER）[5]
- 猟奇の檻（日本プランテック）
- 人形使い2（Forest）
- 猟奇の檻 第2章（日本プランテック）
- ガッデーム&ジュテーム（CIRCUS）
- たまご料理（ボンびいボンボン!）
- 真説 猟奇の檻（CALIGULA）
- 真説 猟奇の檻 第2章（CALIGULA）

### コンシューマゲーム
- 黒の剣（FOREST、PC-9801版・PlayStation版）
- 野々村病院の人々（エルフ、セガサターン版）
- 慟哭 そして…（データイースト）
- 火焔聖母 〜The Virgin on Megiddo〜（広美）
- ELYSION 〜永遠のサンクチュアリ〜（NECインターチャネル、PlayStation 2版・ドリームキャスト版）
- アルカナハート（悠紀エンタープライズ、PlayStation 2版、WonderGOOオリジナル特典テレホンカード原画）
- 家庭教師ヒットマンREBORN! Let's暗殺!? 狙われた10代目!（マーベラスエンターテイメント）
- 家庭教師ヒットマンREBORN! 狙え!? リング×ボンゴレトレーナーズ（マーベラスエンターテイメント）
- 涼宮ハルヒの激動（角川書店、ゲストキャラクターデザイン）
- 涼宮ハルヒの直列（セガ、作画レイアウト）

### テレビアニメ
- D・N・A² 〜何処かで失くしたあいつのアイツ〜（第7話作画監督）
- Kanon（プロデューサー）
- キディ・グレイド（第13話アイキャッチ原画）
- DEATH NOTE（作画監督）
- マクロスF（制作管理・後期オープニングアニメーション原画）
- 天体戦士サンレッド（第1期第18話作画監督・演出）
- 真マジンガー 衝撃! Z編（第26話作画監督）
- 荒川アンダー ザ ブリッジ（11 BRIDGE作画監督）
- 神のみぞ知るセカイ（第10話次回予告イラスト）
- ベン・トー（OP原画）
- ゴクジョッ。〜極楽院女子高寮物語〜（総監修）
- NARUTO -ナルト- 疾風伝（第499・507・518話作画監督）
- 這いよれ!ニャル子さんW（ED原画）
- 宇宙戦艦ヤマト2199（第20話原画）
- ガッチャマン クラウズ（第10話作画監督）
- 織田シナモン信長（第4話総作画監督）
- DRAGON QUEST -ダイの大冒険-（2020）（第17[6]・31[7]・41[8]・54[9]・73[10]・84[11]・85[12]・93[13]・98[14]話作画監督、第4・8・9・31・41・54・65・98[15]話原画）
- ONE PIECE（第1073話・1085話作画監督）
- キン肉マン 完璧超人始祖編（アニメーションスーパーバイザー、第0話絵コンテ、第0話・第3話作画監督）
- 異世界マンチキン -HP1のままで最強最速ダンジョン攻略-（監督[16]）

### OVA
- HELLSING IV（制作協力）

### 映画
- ファイナルファンタジー（モンスターデザイン） ※コンペ用
- マジンガーZ / INFINITY（作画監督補佐）
- 映画 プリキュアオールスターズF（作画監督）

### Webアニメ
- 愛姫MEGOHIME（作画監督）

### テレビドラマ
- ヤスコとケンジ（漫画指導）
- アイシテル〜海容〜（コミックデザイン・キャラクターデザイン）

### 小説
- 魔法戦士リウイ（カバー絵・挿絵）

## 書籍
- 『遺作原画集』（株式会社エルフ、1996年7月20日発行）※同人誌
- 『野々村病院の人々 原画集』（丹下拳闘倶楽部、1996年8月3日初版発行）※同人誌
- 『慟哭 そして... 公式原画集』（徳間書店／インターメディア・カンパニー、1998年9月5日発行）ISBN 4-19-820049-1
- 『横田守画集 MAMORU YOKOTA ART WORKS』（ムービック、1999年4月20日初版発行）ISBN 4-89601-321-2
- 『横田守 イラスト集 Mamuru Yokota Illustrations』（丹下拳闘倶楽部、発行年月日不明）※同人誌